# Titan Force
Titan Force est un groupe américain de power metal et metal progressif, originaire de Colorado Springs, dans le Colorado.

## Histoire
Le groupe est formé en 1983 par trois frères : Mario (guitare électrique), John (basse, chant) et Stefan Flores (batterie) sous le nom de Titan. Ensemble, ils enregistrent une démo contenant quatre chansons. Le guitariste et claviériste Bill Richardson rejoint le groupe après la sortie de la démo. Ils jouent quelques concerts locaux et ouvrent des concerts de Jag Panzer. En 1989, leur premier album éponyme sort chez US Metal Records, avec Harry Conklin, le chanteur de Jag Panzer, au chant. En 1991, le groupe sort son deuxième album studio, Winner / Loser. Après une tournée en Allemagne avec Anvil et Scene X Dream, le groupe se sépare de son label et retourne aux États-Unis Après plusieurs années de concerts infructueux, le groupe se sépare après le retour de Conklin au sein de Jag Panzer en 1994.
Le groupe continue à faire des apparitions occasionnelles sur scène, comme à Bang Your Head, un festival allemand de heavy metal et de hard rock. En 2014, Titan Force signe avec Skol Records, et sort un album compilation, Force of the Titan, qui comprenait des chansons inédites.

## Discographie
- 1987 : Demo 1987 (démo, auto-publication)
- 1989 : Titan Force (album, US Metal Records)
- 1989 : Blaze of Glory (démo, auto-publication)
- 1991 : Winner / Loser (album, Shark Records)
- 1994 : Only the Strong (démo, self-published)
- 2001 : All What It Is (compilation, Shark Records)
- 2014 : Force of the Titan (compilation, Skol Records)